# San Martino Gusnago
San Martino Gusnago  (San Martì in dialetto alto mantovano) è una frazione del comune di Ceresara, in provincia di Mantova.

## Storia
Fu sede in una pieve rurale che comprendeva un territorio molto vasto, inoltre le sue terre furono sempre ambite da nobili famiglie fin dal tempo dei Longobardi.

### Origini ed età longobarda
San Martino Gusnago è attestata fin dall'epoca longobarda, nell'VIII secolo, come sede di una chiesa alle dipendenze del monastero femminile di San Salvatore, dedicata a San Martino, che con il tempo darà il nome anche all'abitato.
Tre documenti parlano di questa località, dal 760 al 771.
In un primo atto, datato 4 ottobre 760, il re Desiderio, insieme al figlio Adelchi ed alla moglie Ansa, conferma ed amplifica le proprietà ed i privilegi del monastero bresciano di San Salvatore.
Da tale documento si evince che Sirmione era una località di primaria importanza, la cui giurisdizione parrebbe estendersi fino al villaggio di San Martino Gusnago, distante una trentina di chilometri da essa.
Con un altro diploma dell'anno 763, i re Desiderio ed Adelchi concedono al monastero di San Salvatore in Brescia le proprietà di tale Cunimondo II da Sirmione, a questi confiscate per avere ucciso nelle corte regale Maniperto, gasindio della regina Ansa.
Successivamente, tuttavia, il medesimo Cunimondo si vede mitigata la condanna per intercessione della stessa Ansa, e può così lasciare diversi suoi beni siti a San Martino Gusnago, presso il fiume Osone, ad alcune chiese di Sirmione dipendenti dal monastero di San Salvatore e alla chiesa di San Martino in località Cusenago, con atto datato 13 giugno 765.
È questa la prima attestazione di una chiesa dedicata a San Martino nella località di Gusnago. Le carte testimoniano dunque che quella di Gusnago è la più antica chiesa della attuale diocesi di Mantova.
Con atto datato 25 settembre 771, un certo chierico Andrea, abitante in Gosenago finis Sermionsi, permuta con Anselperga, figlia di re Desiderio e badessa del monastero di San Salvatore, alcuni beni in Sirmione, avendone in cambio altri nel Vicentino.

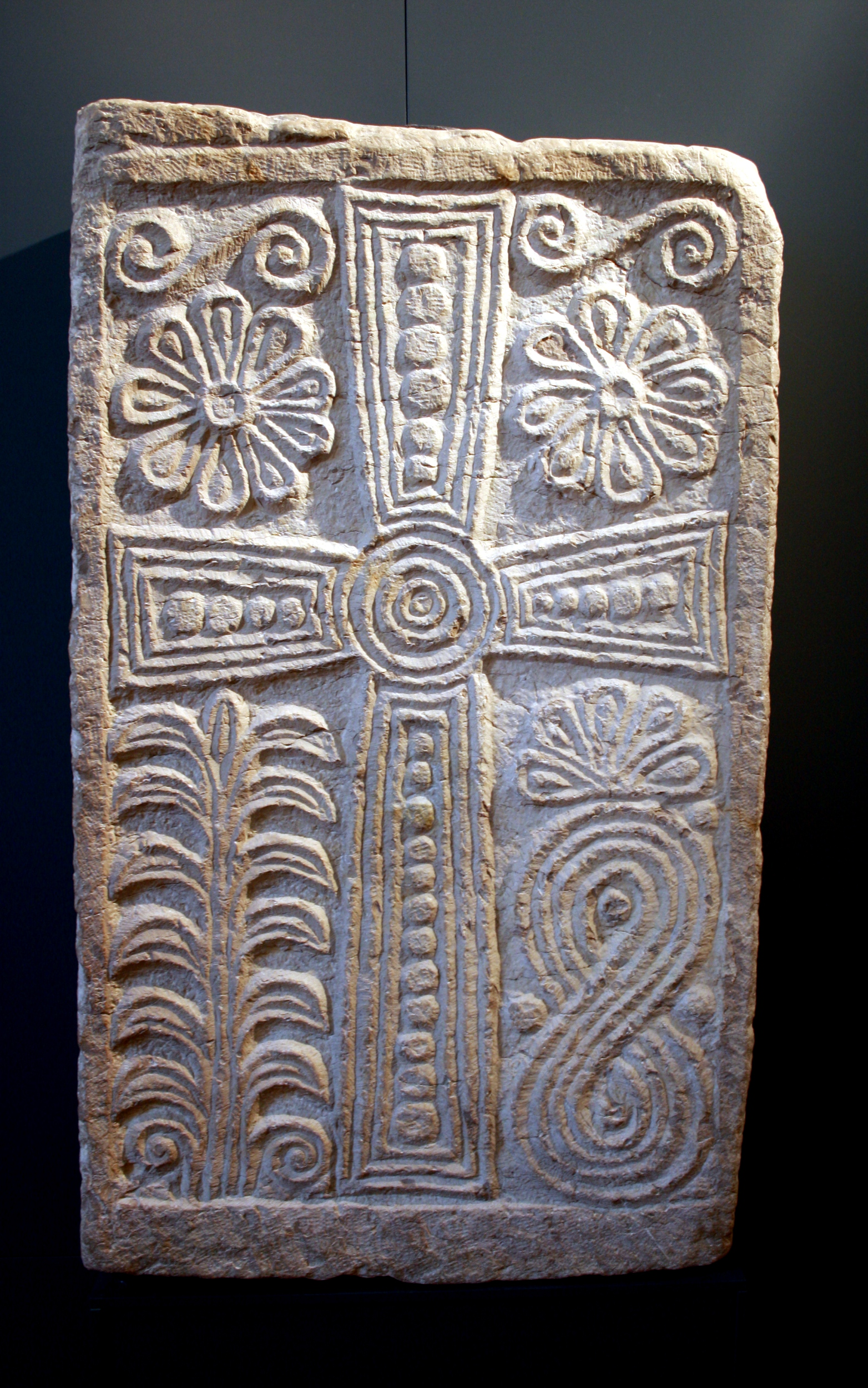
Pluteo longobardo, dagli scavi del convento di San Salvatore a Brescia

San Martino Gusnago appare di nuovo situata nel territorio di Sirmione, e strettamente legata a questo luogo, in quanto Andrea, abitante a San Martino, aveva beni in Sirmione, come il precedente Cunimondo, abitante sul lago, aveva beni in San Martino.
Nella permuta la badessa, oltre a molti beni nei territori menzionati, otteneva anche la corte che il religioso aveva proprio a Gusnago, unitamente ad alcune pertinenze.
Insieme a San Martino Gusnago vengono infatti menzionate altre due località, probabilmente alla prima legate amministrativamente e vicine geograficamente, nelle quali sorgono altri beni dello stesso Andrea ceduti ad Anselperga: due case massaricie, ovvero due abitazioni annesse a modesti poderi.
Esse erano situate la prima nel vico Bononio – identificabile con le odierne Bologne, frazione di Redondesco -, coltivata da un tale chiamato Audolo; la seconda, lavorata da un uomo libero di nome Rodoaldo, sorgeva nel vico Febresa.
Questo secondo luogo va forse situato lungo il corso d'acqua oggi conosciuto come Tartaro-Fabrezza.
In particolare, è possibile che il vico Febresa coincida con una cascina oggi sita nel comune di Piubega, di nome Fabrezza.

### Età franca e pieno Medioevo
Sconfitti e tacitati i Longobardi, si spegne ogni voce anche su Gusnago e sulla sua chiesa.
Per sapere qualcosa bisogna attendere il testamento del bresciano Bilongo, vescovo di Verona, che nell'847 lega ad alcuni parenti l'usufrutto dei suoi beni nel fondo di Gusnago.
A questa pergamena segue un altro secolo di buio documentale.
Nel 961 ci si imbatte in un'altra carta relativa a Gusnago, ossia la vendita effettuata dal conte di Seprio Nantelmo al conte Attone di Lecco di proprietà nel vico e nel fondo di Gusnago.
La chiesa compare di nuovo solo nella donazione operata dai marchesi Obertenghi Adalberto e Adelaide nel 1033, quando è presente, nel loro patrimonio disponibile trasferito al monastero di Castione Marchesi, anche San Martino in Gonsenago.
Il documento fornisce un dato decisivo perché, per la prima volta, indica il nome del luogo anteponendogli il titolo della chiesa, probabilmente sorta per volontà delle badesse del cenobio di San Salvatore tra il 760 e il 765, e in seguito non più attestata.
In una carta successiva del marzo 1037, l'imperatore Corrado II riconosce a Istolfo vescovo di Mantova i beni e i diritti della chiesa mantovana, e tra le altre cose elenca le 35 pievi che spettano alla diocesi.
Tra queste vi è la plebem de Gulsfenago, ossia la pieve di Gusnago.
Sul confine nordoccidentale della diocesi, la pieve di San Martino in Gusnago estende la sua autorità e amministra il battesimo su una circoscrizione piuttosto vasta che include certamente i territori di Ceresara, Villa Cappella e Piubega, con le rispettive chiese che le sono soggette.
Altri documenti aiutano a chiarire quale fosse la situazione delle proprietà esistenti in San Martino Gusnago nei secoli dall'XI al XIII: negli stessi giorni dell'anno 1037, il medesimo Corrado II, con un diploma conferma, per il monastero mantovano di San Ruffino, i beni di Gussenago.
È proprio questa presenza di diritti appartenenti a enti benedettini che spiega il sorgere, non lontano da Gusnago, di un'area denominata Benedesco.
A San Martino Gusnago però ancora nell'XI secolo, almeno sulla carta, permanevano pertinenze del monastero bresciano di Santa Giulia.
Nel 1060 una bolla di papa Niccolò II, tra i beni di quel cenobio, conferma anche la corte di San Martino Gusnago. Una successiva bolla di papa Pasquale II del 1106 registra come appartenente al monastero anche la stessa chiesa di San Martino, Cusenagum cum ecclesia S. Martini.
Da questi dati emerge che la documentazione relativa all'appartenenza ecclesiastica della chiesa di San Martino è, per questi secoli XI e XII, contraddittoria: da una parte – quella costituita dalle carte imperiali destinate all'episcopio di Mantova - Gusnago è incluso nei confini mantovani e staccato dalla originaria dipendenza dalla diocesi di Brescia e dal monastero di S. Salvatore-S. Giulia; dall'altra – con i papi a garantire per S. Giulia – la chiesa di San Martino è confermata al monastero bresciano.
Non ci sono tuttavia documenti espliciti che dimostrino che Gusnago sia stato oggetto di vere e proprie controversie tra la diocesi di Mantova e il monastero benedettino di Brescia.
Così nel 1132 il conte Abate di Sabbioneta, della stirpe degli Ugonidi, può affermare che i beni da lui donati alla chiesa mantovana di San Pietro, posti tra Gusnago e Casaloldo, sono in comitatu et episcopatu mantuano.
I restanti documenti duecenteschi sulla pieve di Gusnago riguardano infine tutti il clero plebano.

### I Conti di San Martino
I conti di San Martino Gusnago, come i conti di Casaloldo, di Montichiari, di Asola, di Mosio, di Marcaria, di Redondesco, sono una famiglia che si afferma alla metà del XII secolo, discesa dalle stirpi dei cosiddetti conti di Sabbioneta e dei conti Arduini di Parma, chiamate nel loro insieme Ugonidi.
Ognuna delle famiglie citate per distinguersi prende il nome dal feudo sede della sua residenza o dei suoi principali interessi, pur rimanendo in possesso comune e porzionario del comitatus.
Gli studiosi non sono concordi su quale sia la località da cui questi nobili, appartenenti alla potente stirpe feudale dei conti Ugonidi, presero il nome: il dubbio è tra San Martino dall'Argine, per cui propendono Fè d'Ostiani e, con qualche riserva, Tonini, e S. Martino Gusnago, indicato da Vaini e Castagna-Predari.

### Età moderna
Nel corso del primo XVIII secolo il territorio di San Martino Gusnago fu assegnato dall'imperatore Giuseppe d'Asburgo (unitamente alla Corte di Soave) in feudo a Carlo Antonio Giannini Conte del Sacro Romano Impero e quindi scorporato amministrativamente dal Ducato di Mantova. Estinti i Giannini, il territorio fu inglobato di nuovo nel mantovano (1776).

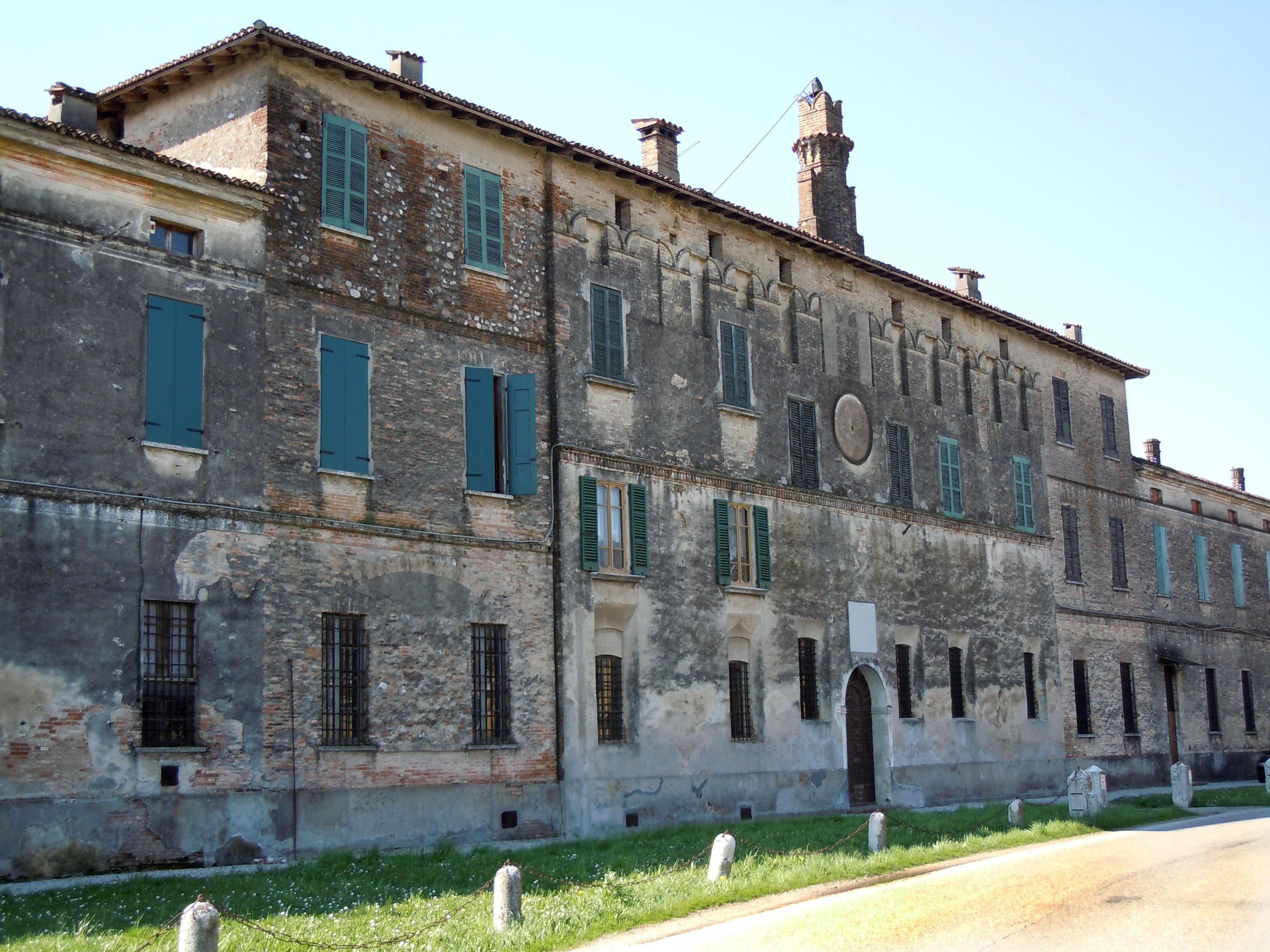
Palazzo Secco-Pastore

## Monumenti e luoghi d'interesse

### Palazzo Secco-Pastore
Il Palazzo Secco-Pastore è testimone di diversi secoli di storia. Edificato per volere di Francesco Secco d'Aragona, cognato del marchese Federico I Gonzaga di Mantova, nella seconda metà dei XV secolo e attribuito all'architetto Luca Fancelli, pervenne nel 1491 ai Gonzaga di Mantova e di Castiglione delle Stiviere, ai Furga, agli Orsini di Bracciano, ai conti Giannini nel 1709 e nel 1789 a Francesco Alceo Pastore. Questi ultimi ampliarono considerevolmente l'edificio fino a portarlo alle attuali dimensioni.

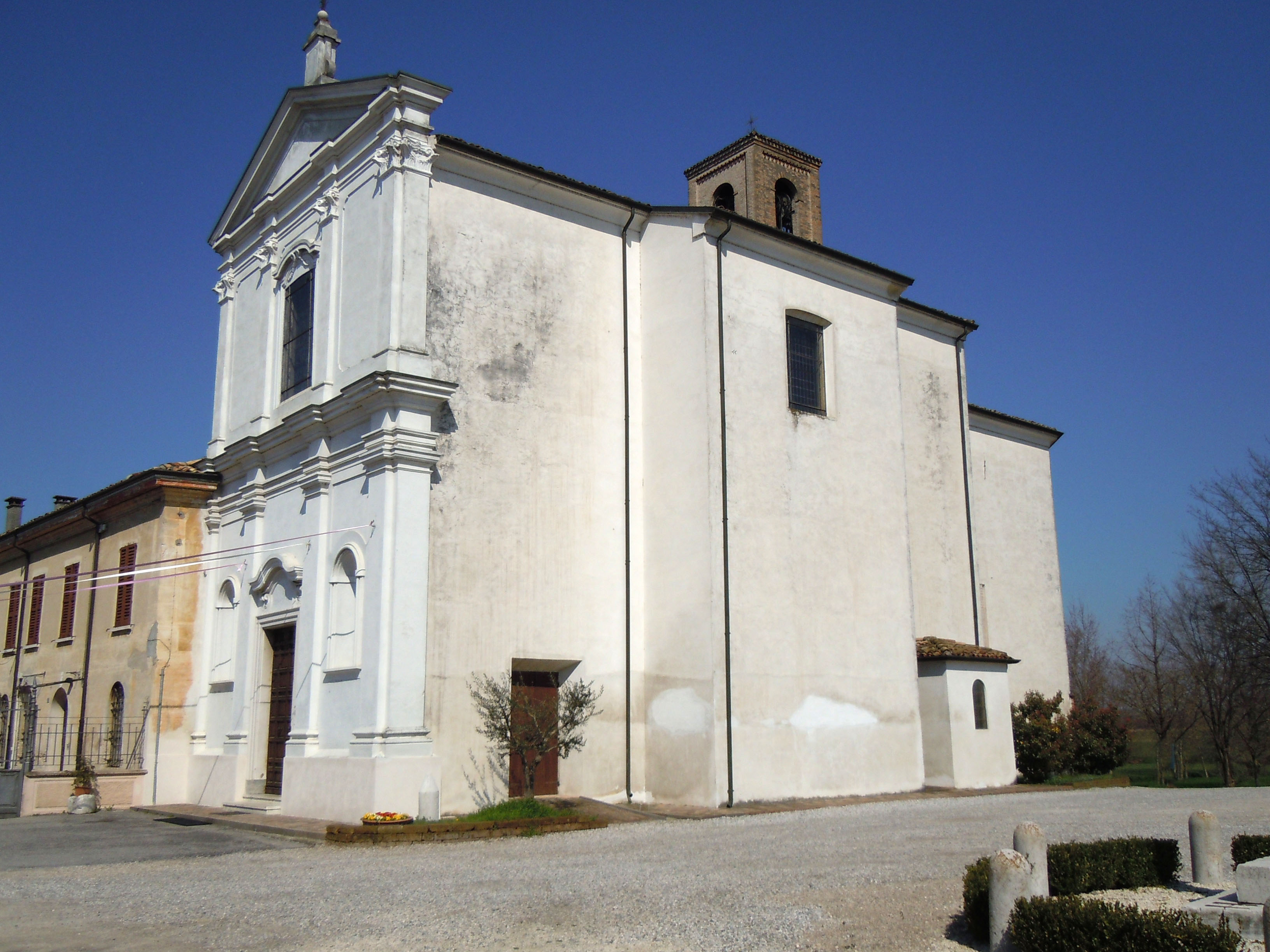
Chiesa parrocchiale

### Chiesa parrocchiale
La Chiesa Parrocchiale, sorta su di un preesistente edificio del XV secolo, fu eretta tra il 1726 ed il 1730 dall'architetto svizzero Giovan Maria Borsotto e si presenta con una facciata barocca con ben visibili riferimenti classici. All'interno vi sono dipinti del pittore mantovano Dionisio Mancina e marmi della bottega dei Gamba.

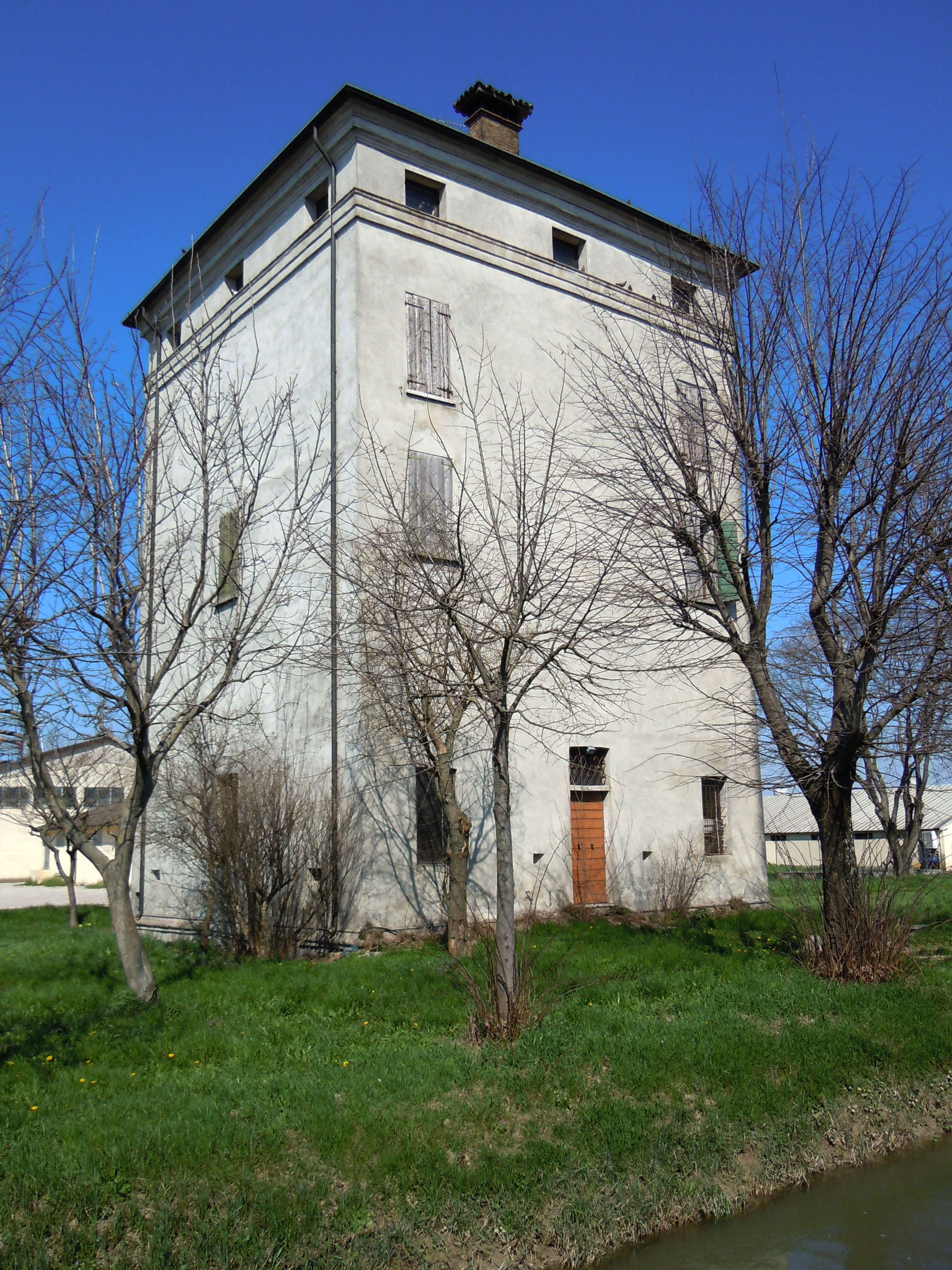
Torre di Corte Nuova, edificata da Ferrante Gonzaga

### Corte Nuova
Procedendo verso Casaloldo ci si imbatte nella Corte Nuova con la caratteristica casa-torre di Ferrante Gonzaga costruita nel 1576, appartenuta alla famiglia di San Luigi Gonzaga e al Collegio dei Gesuiti di Castiglione delle Stiviere nel 1608, prima di pervenire alla famiglia Pastore.

### Corte San Lazzaro

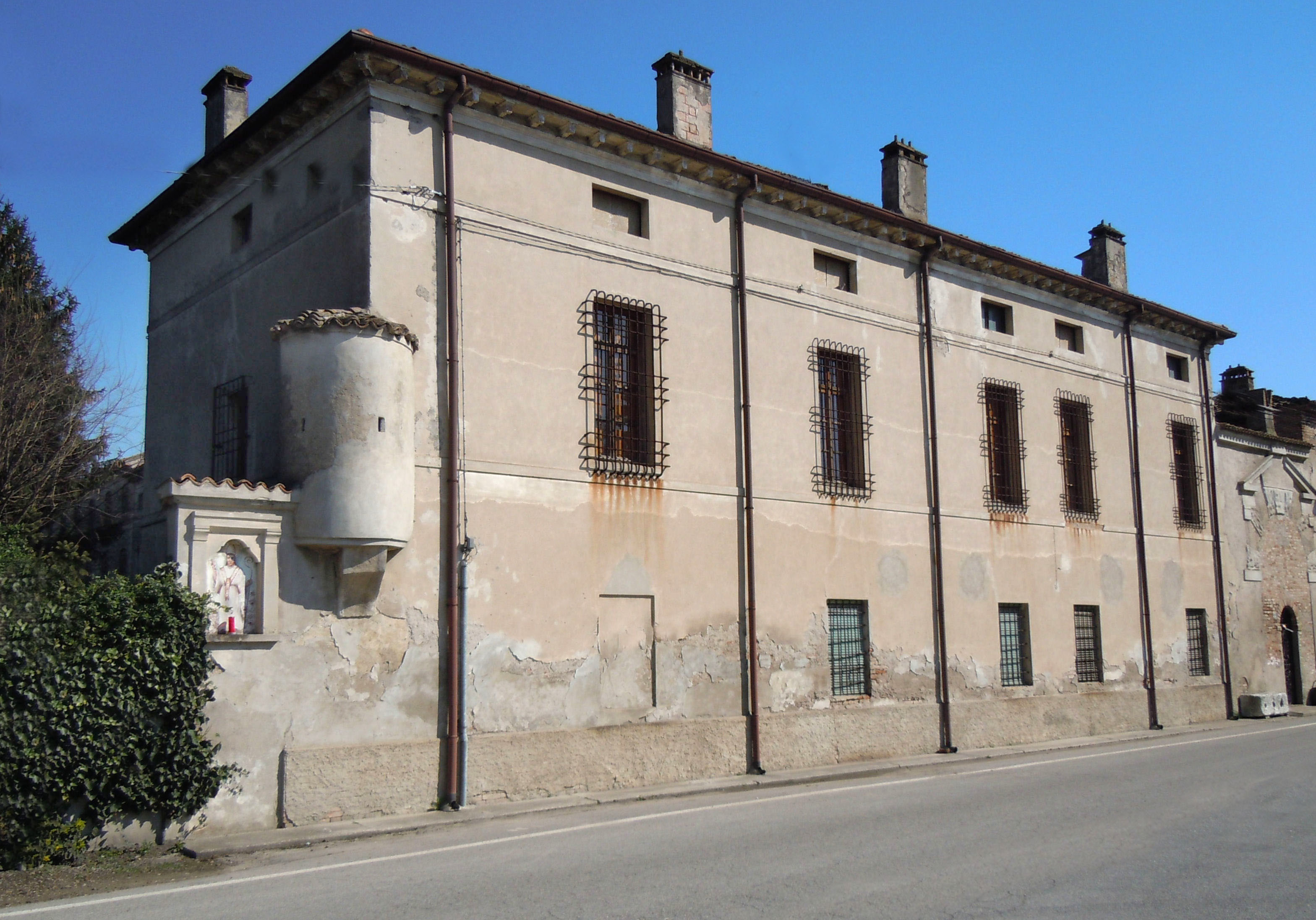
Ceresara, Corte San Lazzaro

All'inizio della strada che collega Ceresara con la frazione Villa Cappella sorge Corte San Lazzaro, una residenza agricola fortificata. Appartenuta al marchese di Castel Goffredo Aloisio Gonzaga nel XVI secolo, passò per successione al figlio Orazio, marchese di Solferino.